# Kanton Châteaudun
Der Kanton Châteaudun ist seit 1790 ein französischer Wahlkreis im Arrondissement Châteaudun, im Département Eure-et-Loir und in der Region Centre-Val de Loire; sein Hauptort ist Châteaudun.

## Gemeinden
Der Kanton besteht aus 25 Gemeinden mit insgesamt 31.430 Einwohnern (Stand: 1. Januar 2022) auf einer Gesamtfläche von 523,86 km²:
| Gemeinde               | Einwohner 1. Januar 2022 | Fläche km² | Dichte Einw./km² | Code INSEE | Postleitzahl |
| ---------------------- | ------------------------ | ---------- | ---------------- | ---------- | ------------ |
| Alluyes                | 758                      | 19,58      | 39               | 28005      | 28200        |
| Bonneval               | 4.890                    | 28,78      | 170              | 28051      | 28200        |
| Châteaudun             | 12.898                   | 28,48      | 453              | 28088      | 28200        |
| Conie-Molitard         | 389                      | 15,17      | 26               | 28106      | 28200        |
| Dancy                  | 204                      | 9,9        | 21               | 28126      | 28200        |
| Dangeau                | 1.260                    | 54,88      | 23               | 28127      | 28160        |
| Donnemain-Saint-Mamès  | 661                      | 12,78      | 52               | 28132      | 28200        |
| Flacey                 | 212                      | 13,99      | 15               | 28153      | 28800        |
| Jallans                | 787                      | 8,99       | 88               | 28198      | 28200        |
| La Chapelle-du-Noyer   | 1.014                    | 13,31      | 76               | 28075      | 28200        |
| Logron                 | 587                      | 22,64      | 26               | 28211      | 28200        |
| Marboué                | 1.124                    | 26,56      | 42               | 28233      | 28200        |
| Moléans                | 442                      | 11,09      | 40               | 28256      | 28200        |
| Montboissier           | 348                      | 13,94      | 25               | 28259      | 28800        |
| Montharville           | 103                      | 6,34       | 16               | 28260      | 28800        |
| Moriers                | 223                      | 9,03       | 25               | 28270      | 28800        |
| Saint-Christophe       | 148                      | 6,13       | 24               | 28329      | 28200        |
| Saint-Denis-Lanneray   | 2.095                    | 40,43      | 52               | 28334      | 28200        |
| Saint-Maur-sur-le-Loir | 405                      | 16,54      | 24               | 28353      | 28800        |
| Saumeray               | 467                      | 19,46      | 24               | 28370      | 28800        |
| Thiville               | 337                      | 27,8       | 12               | 28389      | 28200        |
| Trizay-lès-Bonneval    | 318                      | 9,77       | 33               | 28396      | 28800        |
| Villampuy              | 298                      | 16,71      | 18               | 28410      | 28200        |
| Villemaury             | 1.300                    | 76,45      | 17               | 28330      | 28200        |
| Villiers-Saint-Orien   | 162                      | 15,11      | 11               | 28418      | 28800        |
| Kanton Châteaudun      | 31.430                   | 523,86     | 60               | 2807       | –            |

Bis zur landesweiten Neuordnung der französischen Kantone im März 2015 gehörten zum Kanton Châteaudun die 17 Gemeinden Châteaudun, Civry, Conie-Molitard, Donnemain-Saint-Mamès, Jallans, La Chapelle-du-Noyer, Lanneray, Logron, Lutz-en-Dunois, Marboué, Moléans, Ozoir-le-Breuil, Saint-Christophe, Saint-Cloud-en-Dunois, Saint-Denis-les-Ponts, Thiville und Villampuy. Sein Zuschnitt entsprach einer Fläche von 306,54 km2. Er besaß vor 2015 einen anderen INSEE-Code als heute, nämlich 2809.

## Veränderungen im Gemeindebestand seit der landesweiten Neuordnung der Kantone
2019: Fusion Lanneray und Saint-Denis-les-Ponts → Saint-Denis-Lanneray
2018: Fusion Bullou (Kanton Brou), Dangeau und Mézières-au-Perche (Kanton Brou) → Dangeau
2017: Fusion Civry, Lutz-en-Dunois, Ozoir-le-Breuil, und Saint-Cloud-en-Dunois → Villemaury